# 巴徹勒高地
巴徹勒高地（英語：Batchelor Heights）是一個位於加拿大英屬哥倫比亞省湯普森-尼古拉地區甘露市區北岸的一個鄰里社區。

## 概述
巴徹勒高地社區名稱名稱源自此社區位處的山丘巴徹勒丘（Batchelor Hills）。社區中巴徹勒一名來自於歐文·索爾茲伯里·巴徹勒（Owen Salisbury Batchelor），一位最早定居於此地的探礦者和牧場庄主。此社區西南側鄰特蘭奎爾；南側接布拉克赫斯特，東南以第八大街一帶接北岸；西側接威斯特塞德屬區的威斯特蒙特；東北側則以堪特爾道（Cantle Dr.）和麥坤道（McQueen Dr.）之間的山稜鄰主要的威斯特塞德地區。北邊為市區界線，接至省立之波伊士湖草地保護區。

## 交通
甘露交通系統14號市區公車「巴徹勒高地」即為負責服務此社區之公車路線，共設21個站點。社區唯二的入口由南至北分別為巴徹勒丘道和格拉斯蘭德大道，分別為社區主要幹道和社區次要幹道。

## 資料來源
1. ↑  .   [2022-07-11]. （原始内容存档于2016-03-04）.
2. ↑  . City of Kamloops.   [2022-08-15]. （原始内容存档于2021-04-22）. Neighborhoods
3. ↑  https://www.google.com.tw/maps/place/Batchelor+Heights,+Kamloops,+BC,+Canada/@50.7312647,-120.4118331,19z/data=!4m5!3m4!1s0x537fd3179f655727:0xf2127a3d562b428e!8m2!3d50.7312638!4d-120.4112747?hl=en&authuser=0
4. ↑  .   [2022-07-11]. （原始内容存档于2022-01-20）.
5. ↑  .   [2022-07-11]. （原始内容存档于2022-02-18）.